# Didemnum helgolandicum
Didemnum helgolandicum is een zakpijpensoort uit de familie van de Didemnidae. De wetenschappelijke naam van de soort is voor het eerst geldig gepubliceerd in 1921 door Michaelsen.